# Everything (It's You)
Everything (It's You) è un brano musicale del gruppo musicale giapponese Mr. Children, pubblicato come loro tredicesimo singolo il 5 febbraio 1997, ed incluso nell'album Bolero. Il singolo ha raggiunto la prima posizione della classifica Oricon dei singoli più venduti in Giappone, vendendo 1 217 090 copie. Il brano è stato utilizzato come tema musicale del dorama televisivo Koi no Vacance.

## Tracce
CD Singolo TFDC-28060
1. Everything (It's you)
2. Derumo (デルモ)

## Classifiche
| Classifica (1997) | Posizione più alta |
| ----------------- | ------------------ |
| Giappone (Oricon) | 1                  |